# Nancy Steele a disparu
Pour plus de détails, voir Fiche technique et Distribution.
Nancy Steele a disparu (titre original : Nancy Steele Is Missing!) est un film américain réalisé par George Marshall, sorti en 1937.

## Fiche technique
- Titre original : Nancy Steele Is Missing!
- Titre français : Nancy Steele a disparu
- Réalisation : George Marshall
- Scénario : Charles Francis Coe, Gene Fowler et Hal Long
- Direction artistique : Hans Peters
- Photographie : Barney McGill
- Montage : Jack Murray
- Musique : David Buttolph et Cyril J. Mockridge
- Société de production : 20th Century Fox
- Pays d'origine : États-Unis
- Format : Noir et blanc - 1,37:1 - Mono
- Genre : drame
- Date de sortie : 1937

## Distribution
- Victor McLaglen : Dannie O'Neill
- Walter Connolly : Michael Steele
- Peter Lorre : Sturm
- June Lang : Sheila O'Neill
- Robert Kent : Jimmie Wilson
- Shirley Deane (en) : Nancy
- John Carradine : Harry Wilkins
- Jane Darwell : Mme Mary Flaherty
- Frank Conroy: Dan Mallon
- Granville Bates : Joseph F.X. Flaherty
- George Taylor : Gus Crowder
- Kane Richmond : Tom
- Margaret Fielding : Miss Hunt
- DeWitt Jennings : Docteur
- George Chandler : Commis
- George Humbert (en) : Giuseppe Spano
- Bob Murphy : Détective
- Edgar Dearing (en) : Détective Flynn